# Thierfeld

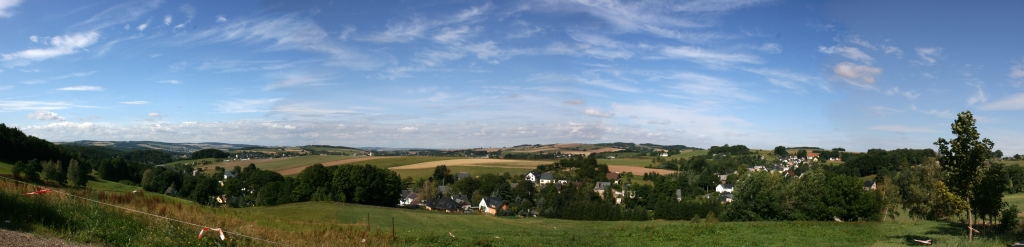
Blick über Thierfeld von Müllers Birken aus

Thierfeld ist ein Ortsteil von Hartenstein im Landkreis Zwickau, Sachsen.

## Geschichte
Das Dorf entstand als Waldhufendorf etwa um 1170 und war Bestandteil der ab 1280 so bezeichneten Grafschaft Hartenstein, welche ab 1406 eine Schönburgische Herrschaft war. Die Besiedler waren Bauern aus Franken, Thüringen und der Oberpfalz. Sie begannen das damals bewaldete Gebiet urbar zu machen. So entstand ein am Thierfelder Bach entlang orientiertes einreihiges Waldhufendorf mit 23 Gütern à 25–30 ha. Die Grundstücke (Hufen) verliefen von West nach Ost. In Hausnähe an Bach und Dorfstraße angeschlossen, Wiese und Feld für die Landwirtschaft und an den Außengrenzen Wald – so boten die Hufen gute Grundlagen für bäuerliches Arbeiten und Leben. Mit der Zeit wurde die Struktur durch Häuslergebäude und andere kleine Bauvorhaben beeinflusst, blieb aber im Groben erhalten. Die heutige Dorfstraße entspricht jedoch nicht mehr dem Verlauf des ursprünglichen Weges entlang der Bachaue. Die urkundliche Ersterwähnung erfolgte im Jahre 1385.

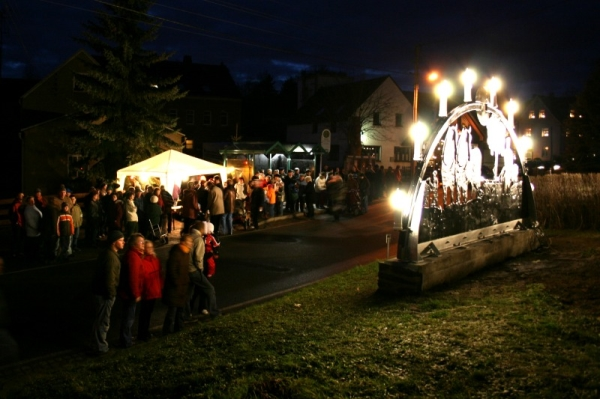
Feierliche Einweihung des Thierfelder Schwibbogens Advent 2007

Am nördlichen und am südlichen Ende des Tales entstanden zwei Wasserburgen, wann ist ungeklärt. Der Ort wurde zweimal von der Pest heimgesucht. Auch der Dreißigjährige Krieg hinterließ Spuren. Vom Ersten und Zweiten Weltkrieg blieb Thierfeld ebenfalls nicht verschont. Heute gibt es dort Handwerksbetriebe, einen Großhandel für Sanitärartikel, Landwirtschaftsbetriebe und kleine Holzmanufakturen. Auf dem ehemaligen Segelflugplatz ist heute der erste Drachenfliegerclub Sachsens beheimatet. Außerdem ist die Thierfelder Feuerwehr, die nahe dem Drachenfliegerclub stationiert ist, die zweitälteste Feuerwehr Sachsens.
Der Nachname Thierfelder leitet sich von Thierfeld ab. Dies ist insbesondere daran ersichtlich, dass mit Abstand die meisten Namensträgerinnen und -träger noch heute in der Region um den Ort Thierfeld leben.

## Gedenkstätten
Eine Grabstätte und Gedenktafel auf dem Ortsfriedhof erinnern an einen jugoslawischen Kriegsgefangenen, der im Zweiten Weltkrieg ein Opfer von Zwangsarbeit wurde.